# Stubbins Ffirth
Stubbins Ffirth, né le 2 février 1782 et mort en 1820, est un étudiant en médecine, connu pour ses recherches peu conventionnelles autour des causes de la fièvre jaune.
Il émet l'hypothèse que la maladie n'est pas contagieuse. Selon lui, la moindre prévalence durant l'hiver tend à prouver que la propagation de la maladie est plus probablement favorisée par la chaleur et les perturbations physiologiques liées à la période estivale.
Bien que son observation d'un nombre de cas bien supérieurs en été soit correcte, la théorie de Ffirth est plus tard infirmée. Soixante ans après sa mort, le cubain Carlos Finlay découvre en effet que la maladie est transmise par les moustiques.

## Travaux
En 1793, une terrible épidémie de fièvre jaune, la pire de l'histoire américaine, ravage Philadelphie. On compte près de 5 000 victimes, soit environ 10 % de la population de la ville.
Quelques années plus tard, Ffirth intègre l'Université de Pennsylvanie et étudie la maladie. Il entreprend de prouver que la fièvre jaune n'est pas contagieuse. Il est si sûr de sa théorie qu'il se lance dans une série d'auto-expérimentations.
Ffirth décide de mettre son propre organisme en contact avec des fluides corporels en provenance de personnes infectées. Il incise d'abord ses bras, et étale dans les coupures du vomi, puis en verse sur ses yeux. Il poursuit ses tentatives en s'imposant une inhalation en faisant frire du vomi infecté et constate qu'il ne tombe pas malade. S'efforçant de prouver que d'autres fluides corporels donnent le même résultat, il s'enduit le corps de sang, de salive et d'urine. Il va même jusqu'à en avaler et n'ayant pas contracté la maladie à l'issue de toutes ces expérimentations, il en conclut qu'il a fait la preuve de son hypothèse.
Bien que l'avancée des recherches lui donne plus tard raison — la fièvre jaune n'est effectivement pas contagieuse —, la validité de ses expérimentations est remise en cause, les échantillons de fluides contaminés qu'il a utilisés étant potentiellement trop anciens pour avoir conservé leurs propriétés contagieuses.
Ffirth publie les résultats de ses recherches dans une thèse de 1804 intitulée A Treatise on Malignant Fever; with an Attempt to Prove its Non-contagious Non-Malignant Nature.